# Cầu Cornelius (München)

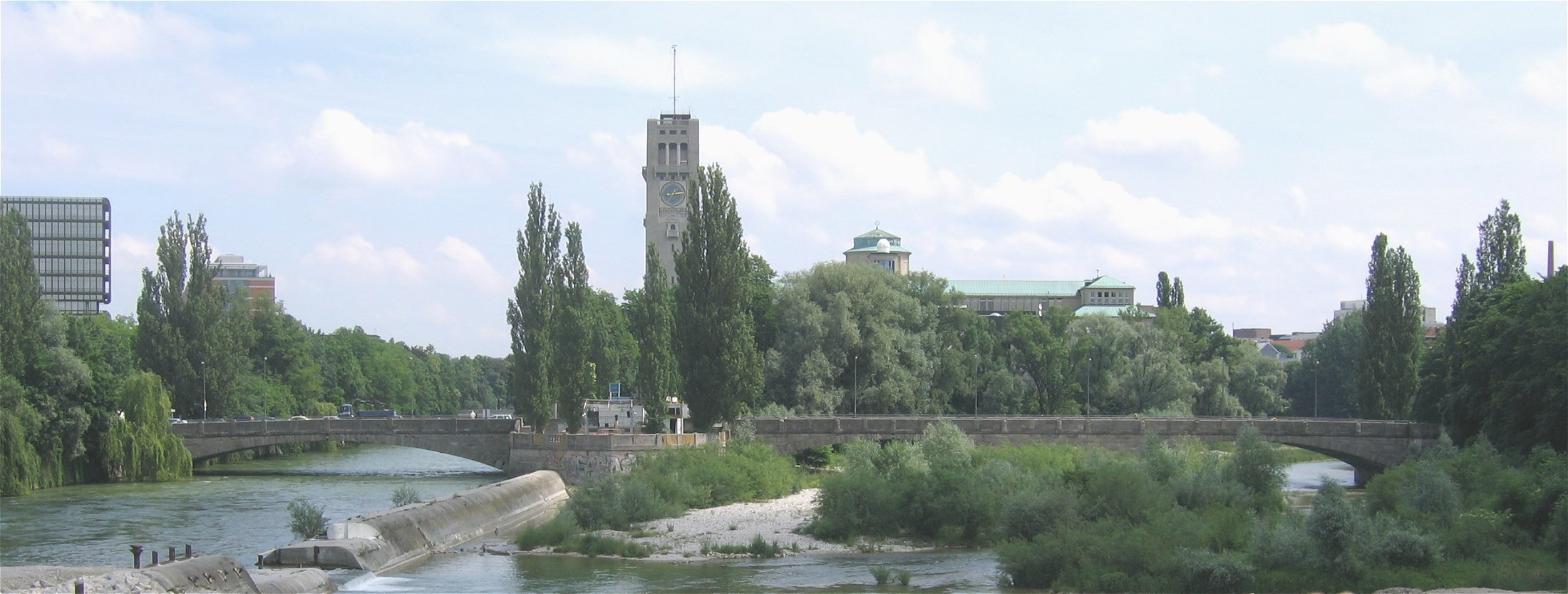
Corneliusbruecke, đằng sau là Deutsches Museum

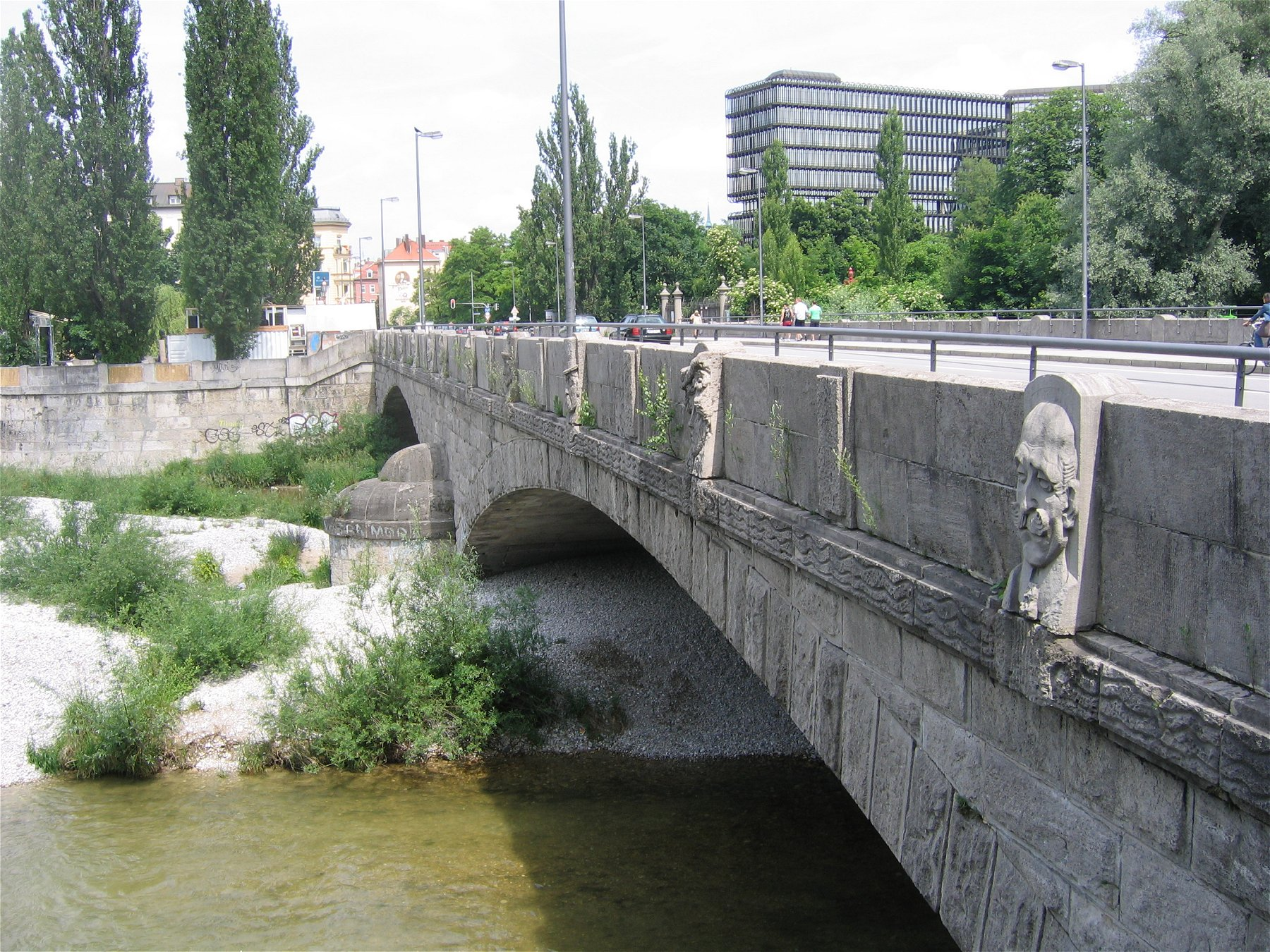
Corneliusbruecke, đằng sau là Europäische Patentamt

Corneliusbrücke là một cầu vòm bắc ngang sông Isar tại München.

## Vị trí
Corneliusbrücke nối khu vực Isarvorstadt nằm phía tay trái của sông Isar với Au bên phải của Isar. Nó có đường tới Museumsinsel ở cuối đầu phía Nam. Từ vài năm nay có một lối đi công cộng từ cầu tới đảo.

## Lịch sử
Cầu Cornelius thuộc trong chương trình xây cầu mà hãng Sager & Woerner đề nghị. Cầu bắt đầu xây vào mùa hè 1902, khánh thành vào ngày 6 tháng 10 năm 1903.

## Tên
Corneliusbrücke được đặt theo tên họa sĩ Peter von Cornelius (1783-1867) cùng với người cháu là nhà soạn nhạc và thi sĩ Peter Cornelius (1824-1874).

## Sách báo
- Christoph Hackelsberger: München und seine Isarbrücken. Hugendubel Heinrich GmbH, München 1985, ISBN 978-3-8803410-7-4.
- Christine Rädlinger, Baureferat der Landeshauptstadt München (Hrsg.): Geschichte der Münchner Brücken. Franz Schiermeier Verlag, München 2008, ISBN 978-3-9811425-2-5 (Brücken bauen von der Stadtgründung bis heute).